# New Underwood
New Underwood es una ciudad ubicada en el condado de Pennington, Dakota del Sur, Estados Unidos. Según el censo de 2020, tiene una población de 590 habitantes.

## Geografía
La localidad está ubicada en las coordenadas 44°5′51″N 102°50′49″O / 44.09750, -102.84694 (44.097541, -102.846862). Según la Oficina del Censo de los Estados Unidos, New Underwood tiene una superficie total de 3.75 km², correspondientes en su totalidad a tierra firme.

## Demografía
Según el censo de 2020, hay 590 personas residiendo en New Underwood. La densidad de población es de 157,33 hab./km². El 86.1% son blancos, el 0.15% es afroamericano, el 5.6% son amerindios, el 1.2% son asiáticos, el 1.4% son de otras razas y el 5.6% son de dos o más razas. Del total de la población, el 2.2% son hispanos o latinos de cualquier raza.